# Maxmilián Pirner
Maxmilián Daniel Karel Pirner (dit parfois « Max Pirner »), né le 13 février 1854 à Sušice (Royaume de Bohême) et mort le 2 avril 1924 à Prague (Tchécoslovaquie), est un artiste peintre et un enseignant tchécoslovaque qui fut professeur à l'Académie des beaux-arts de Prague et une importante figure du Jugendstil.

## Biographie
Maxmilián Pirner étudie de 1872 à 1874 à l'académie des beaux-arts de Prague puis de 1875 à 1879 à l'académie des beaux-arts de Vienne, ville dans laquelle il demeure jusqu'en 1887 sans vraiment connaître le succès. Puis, le peintre Josef Matyáš Trenkwald (en), devenu directeur des Beaux-Arts de Vienne, le recommande au poste de professeur à l'académie de Prague. Là il participe activement aux nouvelles tendances qui émergent au sein de l'art nouveau.
Entre-temps, le style de Maxmilián Pirner avait commencé à s'affirmer : après une longue période de doute, il avait été gagné bien avant les années 1890 par le souffle de la modernité ; ses motifs empruntaient déjà aux lignes courbes, aux sinuosités, à un imaginaire presque fantastique voire macabre, qualifié parfois de « mysticisme exacerbé ».
Il est l'un des membres fondateurs de la Sécession viennoise, contribue à la revue Ver sacrum, et est un représentant actif du cercle artistique Mánes.
Il a laissé, outre de nombreux tableaux, des esquisses pour des vitraux.
Peintre et professeur réputé de son vivant puis tombé dans l'oubli, son art a été redécouvert à partir de la fin des années 1980 comme précurseur de l'esthétique fin de siècle.

## Élèves
- Jan Dědina (1870-1955)
- Karel Reisner (1868-1913)
- Alois Rieber (cs) (1876-1944)
- Max Švabinský (1873-1962)

## Galerie

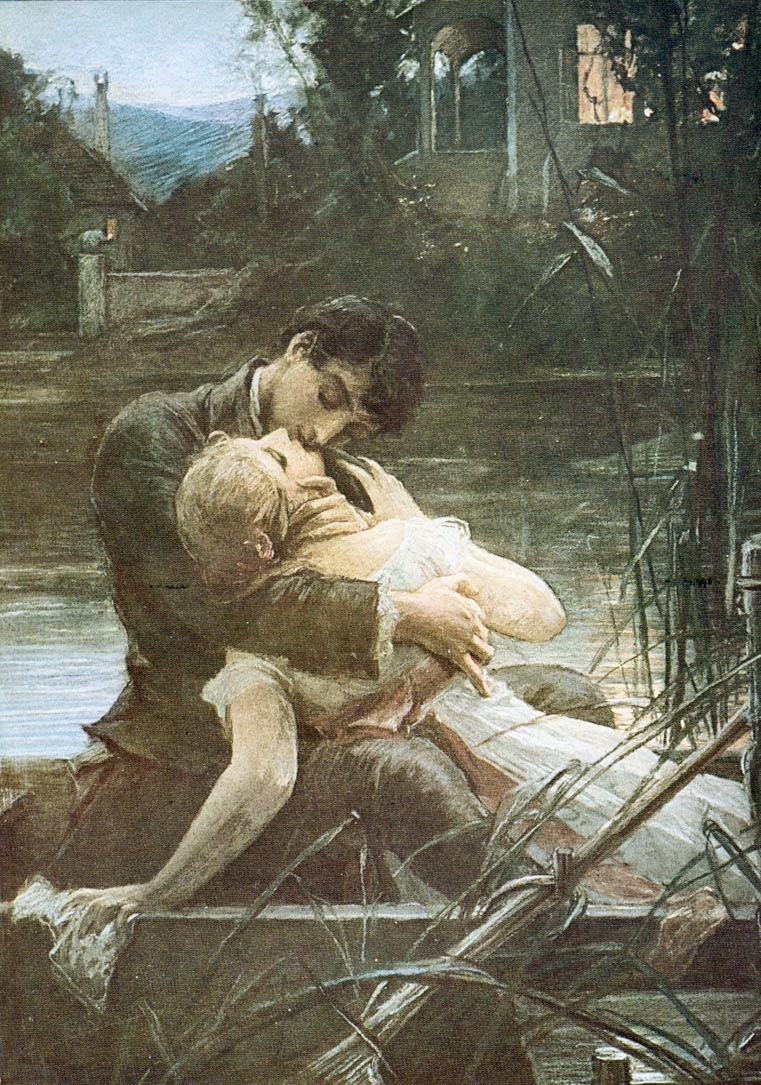
À l'apogée (1883-1884)
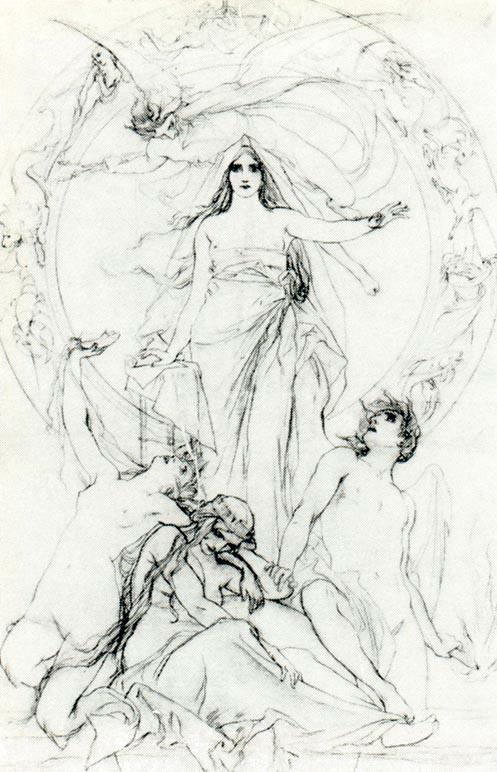
Mythologie (1884)
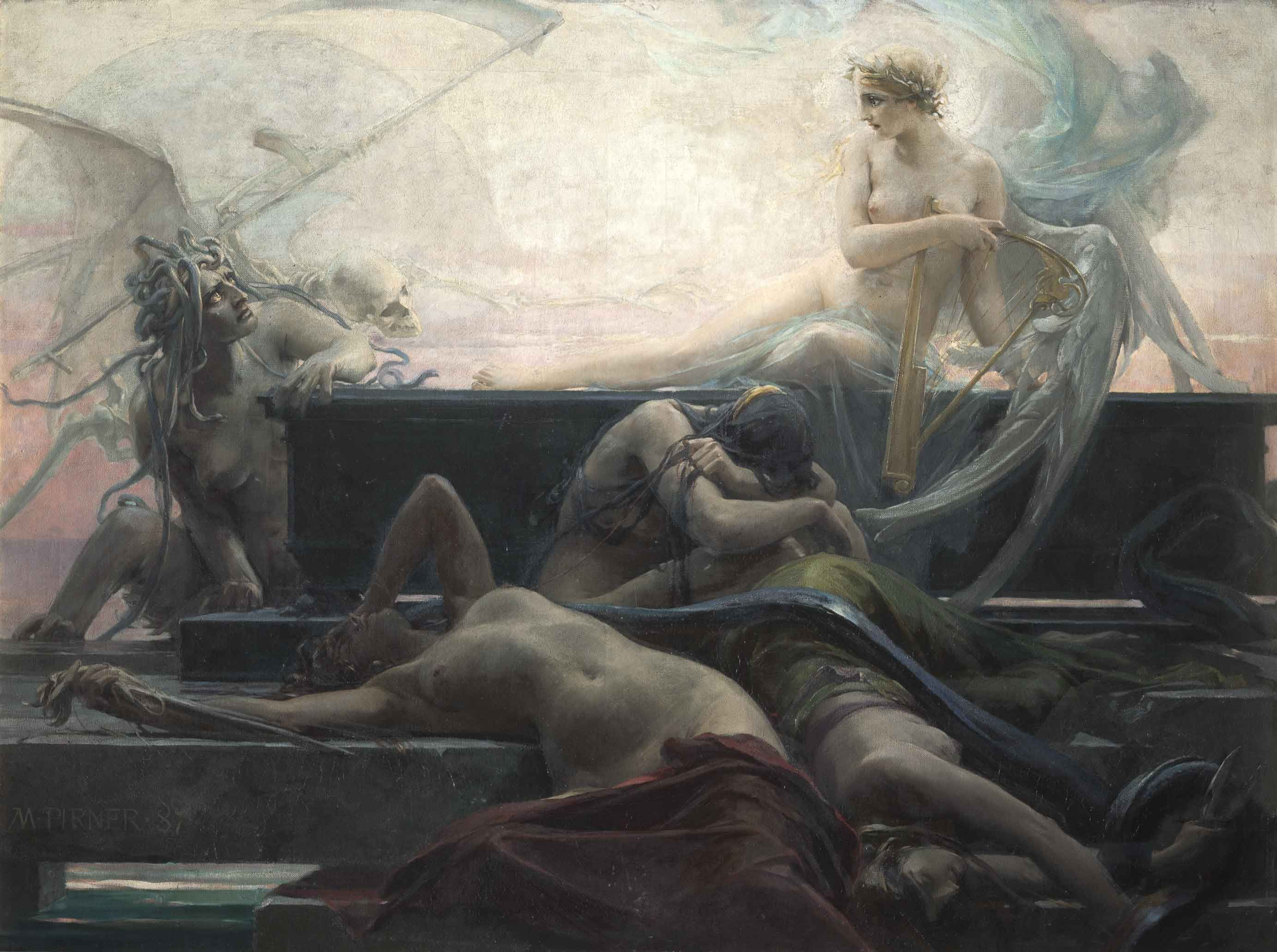
Konec všech věcí (ou Finis), huile sur toile (1887, Galerie nationale de Prague)
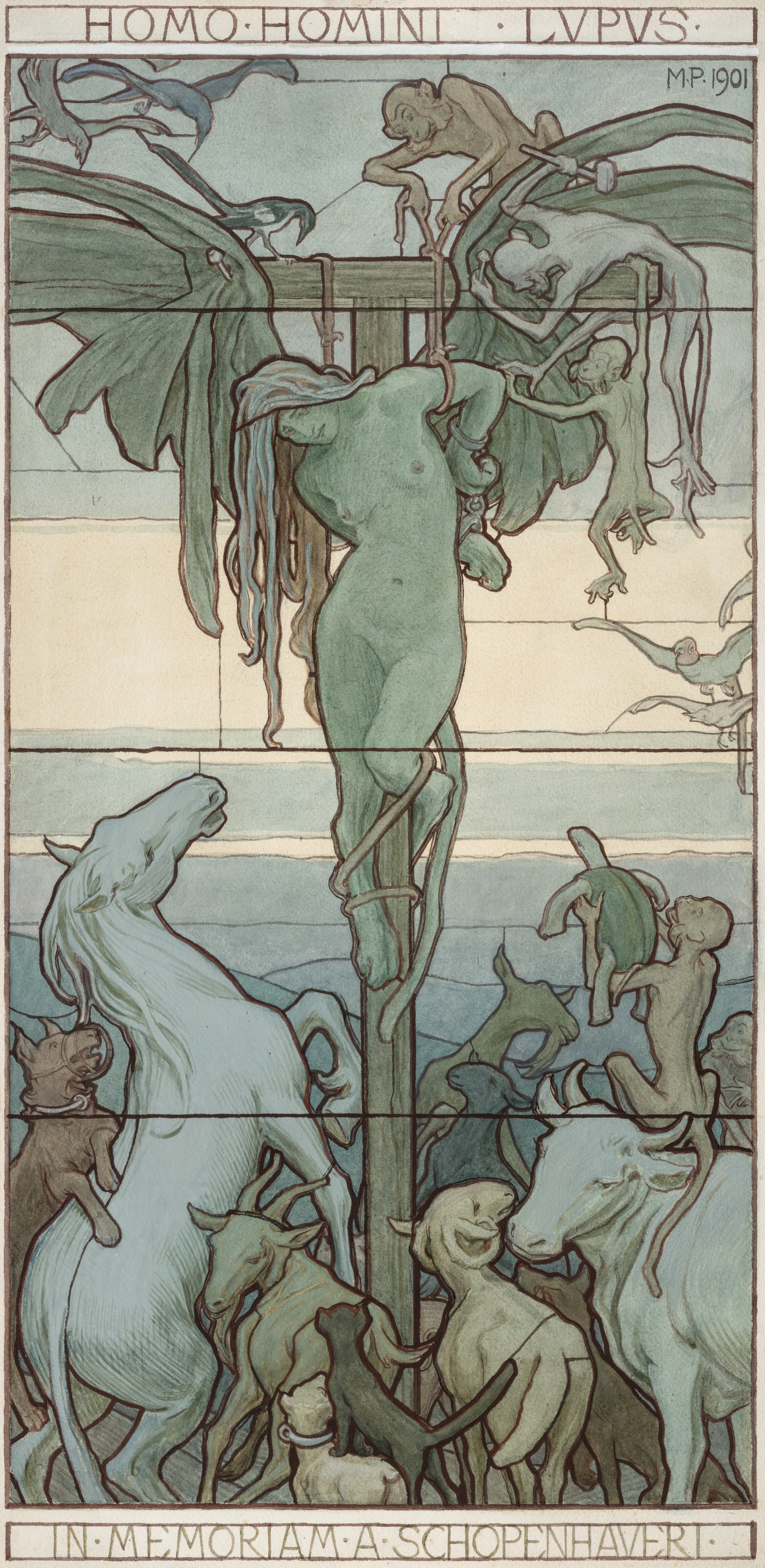
Homo homini lupus (1901)
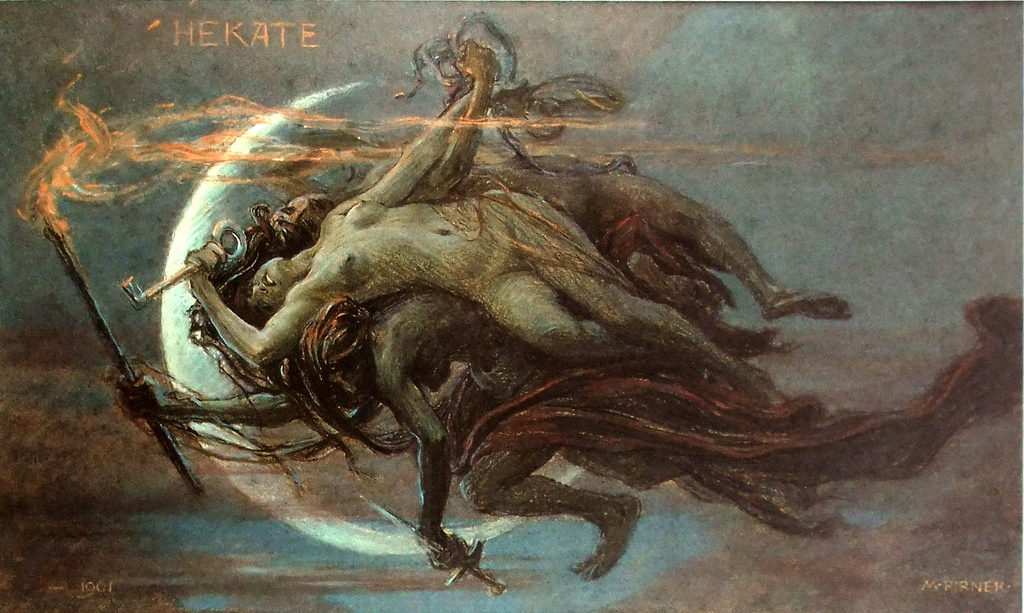
Hécate (1901)
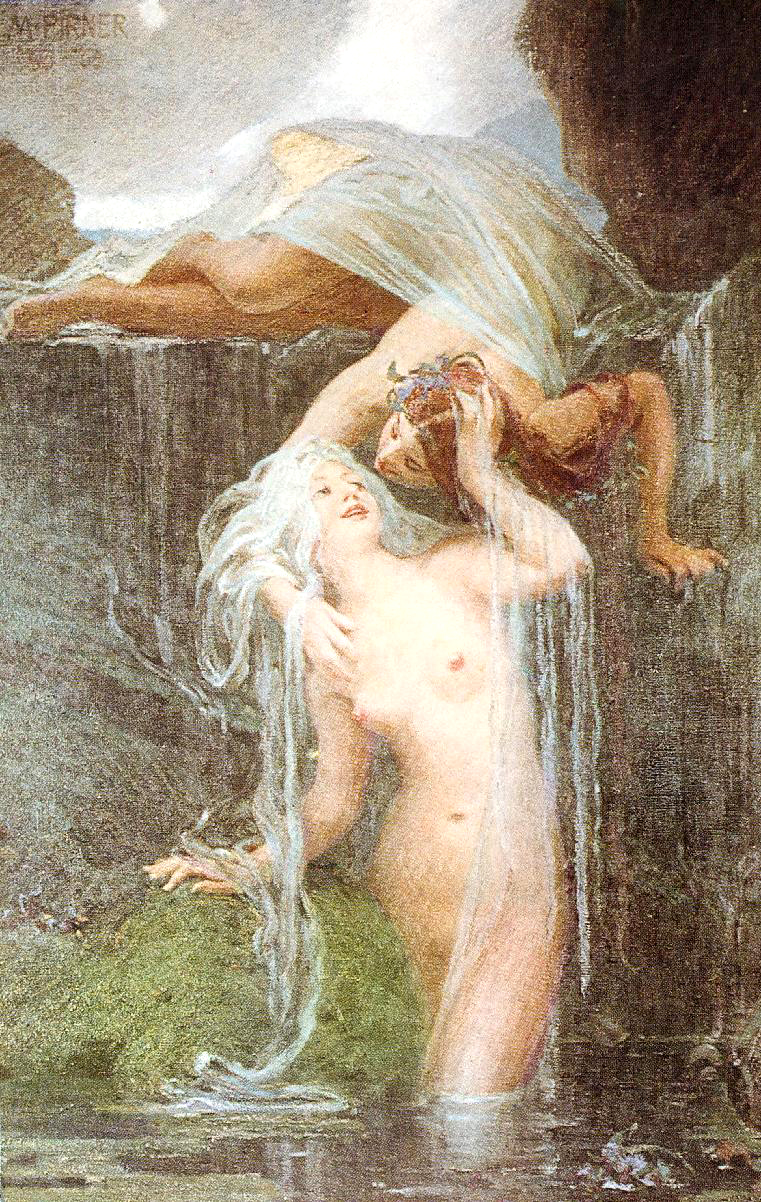
Le ruisseau (1903)